# Công nhân cổ cồn xanh Nhật Bản
Công nhân cổ cồn xanh (Nikutai-rōdō-sha 肉体労働者; Hán-Việt: Nhục thể lao động giả; dịch nghĩa: "người lao động chân tay") ở Nhật Bản có phạm vi bao trùm nhiều dạng công việc chân tay hay lao động phổ thông khác nhau, từ công nhân nhà máy, xí nghiệp cho đến ngành thi công xây dựng và thậm chí là lao động trong nông nghiệp. Tầng lớp công nhân cổ cồn xanh chiếm tỉ phần rất lớn trong lực lượng lao động tại Nhật Bản, với 30,1% số người đi làm thuê trong độ tuổi từ 15 trở lên tham gia làm "thợ thủ công, công nhân khai thác mỏ, sản xuất chế tạo và công nhân xây dựng" theo số liệu điều tra dân số năm 1995. Tầng lớp này bao gồm lao động chính quy (tại các cơ quan, xí nghiệp), phi chính thức (tại các cơ sở sản xuất kinh doanh cá thể, doanh nghiệp hộ gia đình) và lao động thời vụ (bán thời gian), cũng như một số lượng lớn lao động người nước ngoài, tất cả đều khác nhau từ lịch trình làm việc cho đến các khoản phụ cấp, trợ cấp.